# Liga Romena de Basquetebol de 2020-21
A Temporada da Liga Romena de Basquetebol de 2020-21 foi a 70ª edição da principal competição entre clubes profissionais de basquetebol da Romênia. A partir desta temporada optou-se por uma temporada regular com jogos "todos-contra-todos" apurando os oito melhores e assim perfazendo a fase dos "Playoffs".  A temporada anterior terminou sem apurar um campeão pois teve seu final prematuro devido à Pandemia de COVID-19, porém a equipe do CSM Oradea defende seu título e busca o tricampeonato.

## Equipes participantes
| Clube                     | Cidade         | Arena                    | Capacidade |
| ------------------------- | -------------- | ------------------------ | ---------- |
| U-Banca Transilvania Cluj | Cluj-Napoca    | Polivalenta Cluj-Napoca  | 9 300      |
| CSM CSU Oradea            | Oradea         | Arena Antonio Alexe      | 2 500      |
| BC CSU Sibiu              | Sibiu          | Transilvania Sibiu       | 1 850      |
| CSO Voluntari             | Voluntari      | Gabriela Szabo Voluntari | 1 100      |
| SCMU Craiova              | Craiova        | Polivalenta Craiova      | 4 215      |
| BCM Arges Pitesti         | Pitești        | Trivale                  | 2 000      |
| CS SCM Timisoara          | Timișoara      | Sala Constantin Jude     | 2 200      |
| CSM Galati                | Galați         | Dunărea                  | 1 500      |
| CS Dinamo Bucuresti       | Bucareste      | Dinamo Polyvalent Hall   | 2 538      |
| CSA Steaua Bucuresti      | Bucareste      | Sala Polivalentă         | 5 300      |
| CSM 2007 Focsani          | Focșani        | Polivalenta Focsani      | 1 400      |
| CSM Targu Jiu             | Târgu Jiu      | Sala Sporturilor         | 1 500      |
| CSM VSKC M Ciuc           | Miercurea Ciuc | Sala Sp. "Eröss Zsolt"   | 1 700      |
| Athletic Neptun Constanta | Constança      | Sala Sporturilor         | 1 500      |

## Classificação
| Pos. | Clube                     | P  | J  | V  | D  | P+ / P-   | SP   | Classificação |
| ---- | ------------------------- | -- | -- | -- | -- | --------- | ---- | ------------- |
| 1    | U-Banca Transilvania Cluj | 26 | 23 | 3  | 49 | 2255/1835 | 420  | Playoffs      |
| 2    | CSM CSU Oradea            | 26 | 21 | 5  | 47 | 2176/1816 | 360  | Playoffs      |
| 3    | BC CSU Sibiu              | 26 | 21 | 5  | 47 | 2326/2025 | 301  | Playoffs      |
| 4    | CSO Voluntari             | 26 | 19 | 7  | 45 | 2173/1834 | 339  | Playoffs      |
| 5    | SCMU Craiova              | 26 | 18 | 8  | 44 | 2040/1850 | 190  | Playoffs      |
| 6    | BCM Arges Pitesti         | 26 | 18 | 8  | 44 | 2119/1964 | 155  | Playoffs      |
| 7    | CS SCM Timisoara          | 26 | 14 | 12 | 40 | 1978/1890 | 88   | Playoffs      |
| 8    | CSM Galati                | 26 | 11 | 15 | 37 | 1941/2055 | -114 | Playoffs      |
| 9    | CS Dinamo Bucuresti       | 26 | 11 | 15 | 37 | 2081/2131 | -50  |               |
| 10   | CSA Steaua Bucuresti      | 26 | 9  | 17 | 35 | 2003/2179 | -176 |               |
| 11   | CSM 2007 Focsani          | 26 | 6  | 20 | 32 | 1855/2172 | -317 |               |
| 12   | CSM Targu Jiu             | 26 | 6  | 20 | 32 | 1862/2209 | -347 |               |
| 13   | CSM VSKC M Ciuc           | 26 | 3  | 23 | 29 | 1749/2173 | -424 |               |
| 14   | Athletic Neptun Constanta | 26 | 2  | 24 | 28 | 1704/2129 | -425 |               |

### Confrontos
| Casa\Visitante            | CLU   | ORA   | SIB    | VOL   | CRA   | ARG   | TIM   | GAL   | DIN    | STE    | FOC    | TAR    | CIU    | CON   |
| ------------------------- | ----- | ----- | ------ | ----- | ----- | ----- | ----- | ----- | ------ | ------ | ------ | ------ | ------ | ----- |
| U-Banca Transilvania Cluj |       | 77-83 | 90-83  | 67-62 | 75-68 | 74-83 | 87-86 | 80-65 | 79-63  | 106-72 | 92-74  | 103-68 | 103-70 | 94-47 |
| CSM CSU Oradea            | 77-90 |       | 87-91  | 96-78 | 79-84 | 62-63 | 75-68 | 96-78 | 83-78  | 81-76  | 112-68 | 90-65  | 92-56  | 89-51 |
| BC CSU Sibiu              | 84-94 | 71-82 |        | 84-82 | 72-70 | 88-72 | 92-85 | 98-70 | 76-87  | 103-75 | 102-72 | 92-68  | 93-55  | 84-68 |
| CSO Voluntari             | 70-79 | 79-74 | 85-86  |       | 85-64 | 80-81 | 87-62 | 92-62 | 105-90 | 74-79  | 74-57  | 105-70 | 74-62  | 90-64 |
| SCMU Craiova              | 82-77 | 60-65 | 81-84  | 71-86 |       | 78-74 | 72-54 | 72-58 | 78-65  | 89-75  | 92-90  | 108-65 | 88-74  | 69-61 |
| BCM Arges Pitesti         | 78-93 | 65-71 | 75-84  | 75-84 | 77-79 |       | 79-72 | 73-77 | 100-75 | 103-75 | 90-73  | 109-72 | 80-73  | 86-66 |
| CS SCM Timisoara          | 66-67 | 67-77 | 80-76  | 62-77 | 70-78 | 73-78 |       | 80-78 | 79-65  | 71-82  | 93-68  | 87-65  | 83-55  | 81-57 |
| CSM Galati                | 60-88 | 69-87 | 75-94  | 63-86 | 76-85 | 68-72 | 57-74 |       | 82-75  | 71-76  | 76-69  | 87-71  | 86-79  | 75-69 |
| CS Dinamo Bucuresti       | 89-98 | 75-97 | 91-100 | 66-77 | 79-78 | 82-83 | 75-78 | 76-85 |        | 85-84  | 78-66  | 88-96  | 96-80  | 86-71 |
| CSA Steaua Bucuresti      | 84-94 | 46-79 | 79-107 | 62-89 | 78-85 | 85-94 | 68-85 | 75-87 | 88-99  |        | 80-64  | 66-84  | 104-78 | 82-78 |
| CSM 2007 Focsani          | 51-82 | 59-83 | 70-87  | 46-85 | 73-72 | 76-89 | 70-78 | 89-85 | 69-80  | 69-93  |        | 81-90  | 77-70  | 76-67 |
| CSM Targu Jiu             | 59-84 | 63-85 | 77-98  | 80-99 | 51-80 | 64-75 | 63-71 | 76-81 | 72-74  | 87-80  | 62-87  |        | 64-71  | 82-80 |
| CSM VSKC M Ciuc           | 66-86 | 61-81 | 90-105 | 67-80 | 54-84 | 65-76 | 76-93 | 63-88 | 73-85  | 53-70  | 66-77  | 69-62  |        | 48-78 |
| Athletic Neptun Constanta | 45-96 | 78-93 | 65-92  | 65-88 | 53-73 | 75-89 | 66-80 | 60-82 | 54-79  | 65-69  | 94-85  | 59-86  | 68-75  |       |

## Playoffs
|  | Quartas-de-final | Quartas-de-final | Quartas-de-final |                |                | Semifinais | Semifinais | Semifinais |  |  | Final | Final       | Final |
|  |                  |                  |                  |                |                |            |            |            |  |  |       |             |       |
|  |                  | Cluj Napoca      | 2                |                |                |            |            |            |  |  |       |             |       |
|  |                  | CSM Galati       | 0                |                |                |            |            |            |  |  |       |             |       |
|  |                  | CSM Galati       | 0                |                | Cluj Napoca    | 3          |            |            |  |  |       |             |       |
|  |                  |                  |                  |                | Cluj Napoca    | 3          |            |            |  |  |       |             |       |
|  |                  |                  | CSO Voluntari    | 2              |                |            |            |            |  |  |       |             |       |
|  |                  | CSO Voluntari    | CSO Voluntari    | 2              | 2              |            |            |            |  |  |       |             |       |
|  |                  | CSO Voluntari    |                  |                | 2              |            |            |            |  |  |       |             |       |
|  |                  | SCMU Craiova     | 0                |                |                |            |            |            |  |  |       |             |       |
|  |                  |                  |                  |                |                |            |            |            |  |  |       | Cluj Napoca | 3     |
|  |                  |                  |                  | CSM CSU Oradea | 2              |            |            |            |  |  |       |             |       |
|  |                  | CSM CSU Oradea   | 2                |                |                |            |            |            |  |  |       |             |       |
|  |                  | CS SCM Timisoara | 0                |                |                |            |            |            |  |  |       |             |       |
|  |                  | CS SCM Timisoara | 0                |                | CSM CSU Oradea | 3          |            |            |  |  |       |             |       |
|  |                  |                  |                  |                | CSM CSU Oradea | 3          |            |            |  |  |       |             |       |
|  |                  |                  | FC Arges Pitesti | 0              |                |            |            |            |  |  |       |             |       |
|  |                  | BC CSU Sibiu     | FC Arges Pitesti | 0              | 0              |            |            |            |  |  |       |             |       |
|  |                  | BC CSU Sibiu     |                  |                | 0              |            |            |            |  |  |       |             |       |
|  |                  | FC Arges Pitesti | 2                |                |                |            |            |            |  |  |       |             |       |

#### Quartas de final
| Time 1                    | Série | Time 2            | 1º Jogo | 2º Jogo | 3º Jogo |
| ------------------------- | ----- | ----------------- | ------- | ------- | ------- |
| U-Banca Transilvania Cluj | 2 - 0 | CSM Galati        | 95 - 72 | 92 - 69 | -       |
| CSO Voluntari             | 2 - 0 | SCMU Craiova      | 83 - 67 | 78 - 68 | -       |
| CSM CSU Oradea            | 2 - 0 | CS SCM Timisoara  | 84 - 74 | 87 - 70 | -       |
| BC CSU Sibiu              | 0 - 2 | BCM Arges Pitesti | 83 - 91 | 65 - 77 | -       |

#### Semifinal
| Time 1                    | Série | Time 2            | 1º Jogo | 2º Jogo | 3º Jogo  | 4º Jogo | 5º Jogo |
| ------------------------- | ----- | ----------------- | ------- | ------- | -------- | ------- | ------- |
| U-Banca Transilvania Cluj | 3 - 2 | CSO Voluntari     | 88 - 83 | 89 - 67 | 95 - 100 | 80 - 81 | 75 - 56 |
| CSM CSU Oradea            | 3 - 0 | BCM Arges Pitesti | 78 - 54 | 79 - 59 | 81 - 79  | -       | -       |

#### Decisão de terceiro colocado
| Time 1        | Série | Time 2            | 1º Jogo | 2º Jogo | 3º Jogo |
| ------------- | ----- | ----------------- | ------- | ------- | ------- |
| CSO Voluntari | 0 - 2 | BCM Arges Pitesti | 74 - 78 | 61 - 79 |         |

#### Final
| Time 1                    | Série | Time 2         | 1º Jogo | 2º Jogo  | 3º Jogo | 4º Jogo | 5º Jogo |
| ------------------------- | ----- | -------------- | ------- | -------- | ------- | ------- | ------- |
| U-Banca Transilvania Cluj | 3 - 2 | CSM CSU Oradea | 73 - 62 | 103 - 80 | 71 - 75 | 60 - 64 | 86 - 67 |

## Premiação
| Liga Națională 2020–21                |
| Roménia                               |
| ------------------------------------- |
| U-Banca Transilvania Cluj (6° título) |